# Screen Actors Guild
Screen Actors Guild (Sag) var ett fackförbund för filmskådespelarna i USA. Sag delar årligen ut priset Screen Actors Guild Awards. Förbundet är känt för att ha svartlistat skådespelare som var kommunister på 1940–1950-talet. En känd ordförande var Ronald Reagan. SAG slogs ihop 2012 med American Federation of Television and Radio Artists (Aftra) till Sag-Aftra.

## Ordförande
Lista över de som var ordförande för fackföreningen.

- 1933–1933 Ralph Morgan
- 1933–1935 Eddie Cantor
- 1935–1938 Robert Montgomery
- 1938–1940 Ralph Morgan
- 1940–1942 Edward Arnold
- 1942–1944 James Cagney
- 1944–1946 George Murphy
- 1946–1947 Robert Montgomery
- 1947–1952 Ronald Reagan
- 1952–1957 Walter Pidgeon
- 1957–1958 Leon Ames
- 1958–1959 Howard Keel
- 1959–1960 Ronald Reagan
- 1960–1963 George Chandler
- 1963–1965 Dana Andrews
- 1965–1971 Charlton Heston
- 1971–1973 John Gavin
- 1973–1975 Dennis Weaver
- 1975–1979 Kathleen Nolan
- 1979–1981 William Schallert
- 1981–1985 Edward Asner
- 1985–1988 Patty Duke
- 1988–1995 Barry Gordon
- 1995–1999 Richard Masur
- 1999–2001 William Daniels
- 2001–2005 Melissa Gilbert
- 2005–2009 Alan Rosenberg
- 2009–2012 Ken Howard